# Sneeuwborn
De Sneeuwborn is een rivier in de fictieve wereld Midden-aarde van de Engelse schrijver J.R.R. Tolkien.
De rivier is vooral bekend omdat hij langs Edoras, de hoofdstad van het koninkrijk Rohan, stroomt.
De Sneeuwborn ontspringt aan de voet van de Starkhorn, een bergtop in de Ered Nimrais.
op deze plaats ligt ook de oude vesting Dunharg.
De Sneeuwborn mondt uit in de Entwas. Het is in Rohan de grensmarkering tussen de Westfold en de Oostfold.
Zie ook: Lijst van koningen van Rohan